# Privatbank IHAG Zürich
Die PB IHAG AG ist eine unabhängige Schweizer Bank. Sie war Teil der IHFI Holding, die im Besitz der Gründerfamilien Anda und Franz-Bührle ist. 

## Hintergrund

### Gründung
Die Bank wurde 1949 vom Schweizer Unternehmer  Emil Georg Bührle als Industrie- und Handelsbank AG gründet. Vornehmliches Ziel war, die eigenen industriellen Tätigkeiten im Import und Export zu unterstützen, neue Projekte zu finanzieren und gebildetes Vermögen zu erhalten. 
Im Verlaufe der Zeit baute die Industrie- und Handelsbank ihre Geschäftstätigkeit auf die Vermögensverwaltung und das Kreditgeschäft für Kunden aus. Die Bank wurde damit von einer reinen Industrie- zu einer Vermögensverwaltungs- und Kreditbank. Dieser Wandel widerspiegelte sich in den 1994 und 2000 vollzogenen Namensänderungen in Ihag Handelsbank Zürich bzw. Privatbank IHAG Zürich.
Die Privatbank IHAG Zürich konzentriert sich heute auf die drei Bereiche Vermögensverwaltung, Finanzierungen und Handel. Sie beschäftigt 75 Mitarbeitende und die Kundenvermögen Ende 2022 beliefen sich auf rund 4 Milliarden Schweizer Franken.

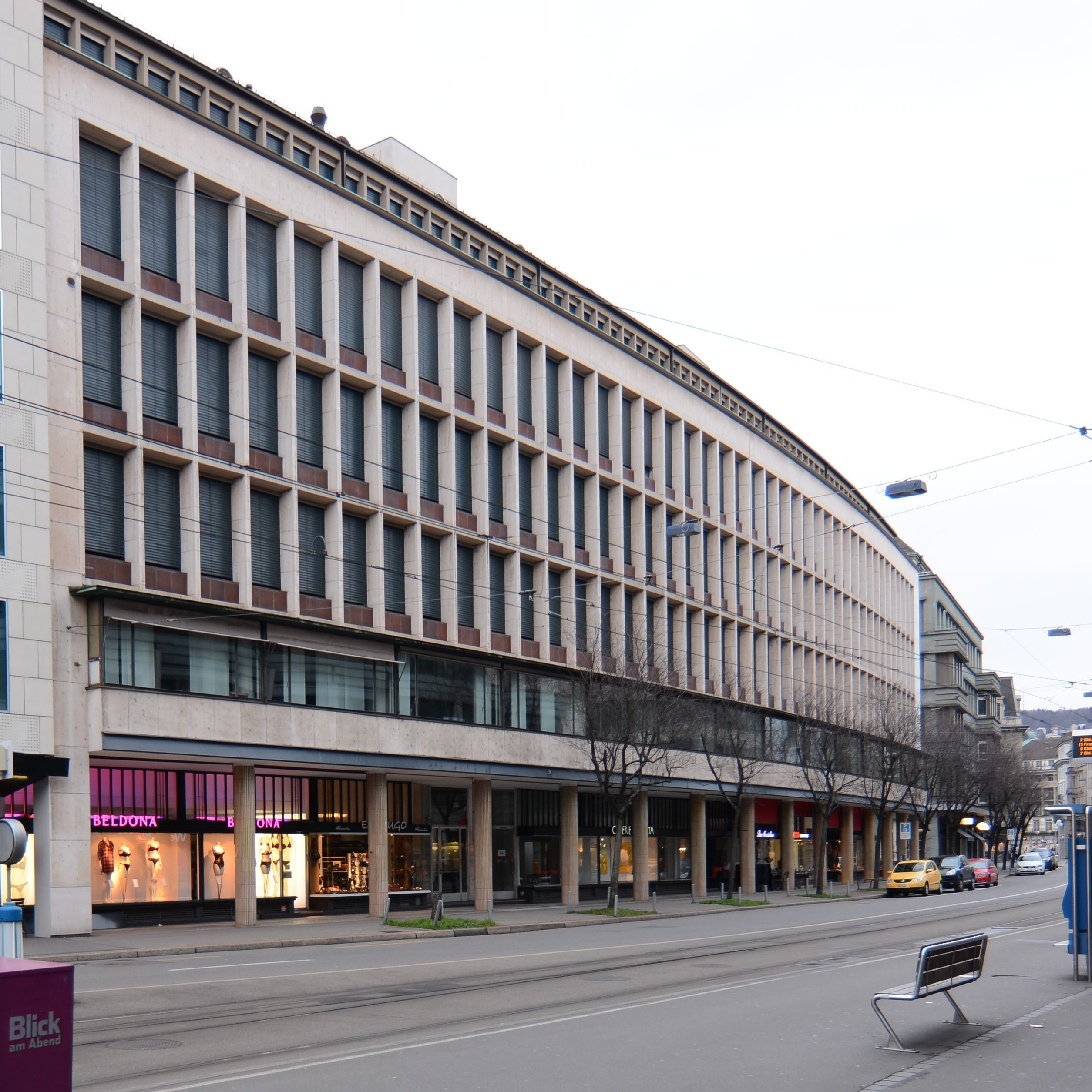
Bleicherhof in Zürich

1940 erfolgte der Bau des inzwischen denkmalgeschützten Bleicherhofs durch den Schweizer Architekten Otto Rudolf Salvisberg. Bauherr war Emil Georg Bührle. Seit 1949 ist der Bleicherhof der Sitz der IHAG Privatbank.

### Haftbefehl gegen Geschäftsleiter
Peter Rüegg, ehemaliger stellvertretender Geschäftsleiter der IHAG, wurde im August 2021 am Flughafen von Mallorca verhaftet. Gegen ihn besteht seit Januar 2021 ein internationaler Haftbefehl. Dieser ist von der amerikanischen Justiz beantragt worden, die Rüegg vorwirft, vor rund 10 Jahren gemeinsam mit weiteren IHAG-Mitarbeitern Vermögen amerikanischer Kunden von mehr als 65 Millionen Dollar an den amerikanischen Steuerbehörden vorbeigeschleust zu haben.
Nach einem Bericht der NZZ sei Rüegg so lange auf freiem Fuß, bis über die Auslieferung an die USA entschieden sei. Die IHAG hatte 2015 rund 7,5 Millionen Franken Strafe an die USA bezahlt und die Konten der Steuersünder offengelegt.

### Schließung
Am 19. September 2024 gab die Bank bekannt, dass sie ihr Kundengeschäft überwiegend an den Zürcher Finanzdienstleister Vontobel übertragen hat und ihre Pforten nach 75 Jahren schließen werde. In der Schließungsmitteilung wird weder das aushaftende Darlehen an die René-Benko-Firmen der Signa Holding in Höhe von 30 Mio. Franken erwähnt, noch die Causa Rüegg. Erwähnt wird hingegen der Rücktritt von CEO Martin Keller, dem für seine Tätigkeit gedankt wurde. Einige Medien, darunter der Schweizer Tages-Anzeiger und der österreichische Kurier nannten die fehlende Besicherung der Benko-Kredite als Ursache.